# Vladimir oblast
Vladimir oblast är ett oblast i centrala delen av europeiska Ryssland med en yta på 29 000 km² och cirka 1,4 miljoner invånare. Huvudort är Vladimir. Andra stora städer är Kovrov och Murom.